# ハイナルド・ラヨシュ
ハイナルド・ラヨシュ（Haynald Lajos、Stephan Franz Lajos(Ludwig) Haynald、1816年10月3日 - 1891年7月3日）は、ハンガリーの聖職者、博物学者である。カロチャ大司教、枢機卿を務めた。

## 略歴
セーチェーニュ（Szécsény）で生まれた。ポジョニ（Pozsony）のEmericianumで学んだ後、1831年にNagyszombat（トルナバ）で哲学を学び、1833年にViennainで神学を学んだ。1839年10月15日に聖職に入り、1841年に神学博士の学位を取得した。
神父としてしばらく働いた後、1842年にエステルゴムの神学校の神学の教授となった。1846年にエステルゴムの大司教コパーチー・ヨージェフ（Kopácsy József）の秘書に任じられると同時に、海外へ派遣され、牧師の教育や教会運営を学ぶことになった。おもにパリで学んだ。
1848年にハンガリーに帰国した。フランスの2月革命の影響を受けて1849年にハンガリー議会が独立を宣言すると、ハイナルドはこれに反対し、職を解雇され、1851年に革命戦争が終わるまでセーチェーニュに戻った。トランシルヴァニアの司教ニコラス・コヴァーチ（Nicholas Kovács）の助手となり、1852年にトランシルヴァニアの司教となった。政治的には、トランシルヴァニアとハンガリーの統一を強く主張したため、ウィーンの政府と対立し、1834年に司教を解任された。ローマ教皇ピウス9世はローマにハイナルドを召喚し、カルタゴの名目上の大司教に任命した。
1867年までローマで過ごし、ハンガリーの政情の変化の後カロチャ大司教に任命された。1870年の第1バチカン公会議の開催に貢献し、教皇不可謬説の教義に反対する1人となった。1879年に枢機卿となった。
1891年、死去。
聖職者としての経歴のほかに、若い頃から植物学に興味を持ち、多くの植物標本と書籍のコレクションを作り、これは後にハンガリー自然史博物館の所有となった。ラン科のPaphiopedilum haynaldianumはハイナルドにちなんで命名された。